# Чжоу Ци
Чжоу Ци (кит. упр. 周琦, пиньинь Zhōu Qí; родился 16 января 1996 года в Синьсяне, провинция Хэнань, КНР) — китайский профессиональный баскетболист, играющий на позиции центрового. Был выбран во втором раунде под 43-м номером на драфте НБА 2016 года командой «Хьюстон Рокетс».

## Ранние годы
Впервые Чжоу заметили на чемпионате мира ФИБА для игроков не старше 16 лет в 2011 году, который проходил в Турции. На турнире игрок записал в свой актив трипл-дабл (41 очко, 28 подборов, 15 блок-шотов) в полуфинальном матче против команды Германии, в котором его команда одержала победу со счётом 94-90. В драматичном финале со счётом 67-66 была обыграна команда Турции, а сам Чжоу набрал 30 очков, совершил 17 подборов и 8 блок-шотов. В этом же году Чжоу лидировал в команде Китая на чемпионате Азии для игроков не старше 16 лет, а команда завоевала золотые медали. В финальной игре против команды Южной Кореи Чжоу вновь совершил трипл-дабл, набрал 43 очка, совершил 19 подборов и 12 блок-шотов, а сборная победила со счётом 92-52. В 2012 году игрок в составе национальной сборной принял участие в турнире Альберта Швейцера. На турнире Чжоу в среднем набирал 16,2 очка, 7,8 подбора и 4,2 блок-шота за 28,2 минуты на площадке. В 2012 году Чжоу принимал участие в чемпионате мира среди юношей не старше 17 лет в Литве, чемпионате мира среди юношей до 19 лет в 2013 году в Чехии, а в 2015 году принял участие в турнире Nike Hoop Summit.

## Карьера в Китае
Перед началом профессиональной карьеры в Китайской баскетбольной ассоциации Чжоу поступали предложения из американских вузов, он рассматривался как потенциальный центровой для команд колледжей. Однако в итоге игрок подписал трёхлетний контракт с клубом из Китая «Синьцзян Флайн Тайгерс», за что получил 744,000 долл. В дебютном сезоне за «Синьцзян» выходил на замену Тан Чжэндуну. Позднее стал основным центровым команды. В дебютном сезоне лидировал в лиге по количеству блок-шотов, в среднем за игру этот показатель составлял 3,29. Также набирал 14,06 очка при реализации 69,6 %, а также совершал 6,97 подбора за 29,1 минут на площадке в 31 матче. Во втором сезоне в среднем набирал 15,8 очка, совершал 9,8 подбора, и лидировал в лиге по количеству блок-шотов (3,5) в 42 играх. Чжоу вел переговоры с командой о новом контракте, однако после объявления о драфте 2016 года игрок выплатил клубу 675,000 долл. отступных и «Синьцзян» отпустил игрока в НБА.

## Карьера в НБА
После двух сезонов в «Синьцзяне» Чжоу объявил об участии в драфте НБА 2016 года. Таким образом он стал первым китайским игроком за десятилетие, который был приглашен на драфт. Также Чжоу стал одним из 13 молодых игроков из-за рубежа, которые официально зарегистрировались для участия в драфте. По итогам измерений рост игрока составил 218 сантиметров. В рамках оценок на драфте отмечались как сильные стороны игрока (рост, атлетизм, быстрые ноги, блок-шоты), так и слабые (нехватка веса, подборы на своем щите, отсутствие лидерских качеств).
У Чжоу был зарегистрирован второй в истории драфтов размах рук после Руди Гобера. Ранее рассматривался выбор игрока на ранних пиках в лотерее к началу сезона 2015-16, однако на драфте прогнозировалось, что он уйдет в конце первого раунда или начале второго. До начала драфта Чжоу работал в тренировочных лагерях «Бостон Селтикс», «Мемфис Гриззлис», «Финикс Санз» и «Лос-Анджелес Клипперс». Выбор небольшого числа команд был связан с тем фактом, что игрок был выбран национальной командой для участия в летней Олимпиаде в Рио. В итоге Чжоу во втором раунде под общим 43-м номером был выбран командой «Хьюстон Рокетс», за которую ранее выступал Яо Мин. Его соотечественник Ван Чжэлинь был выбран «Мемфис Гриззлис» под 57-м пиком. Таким образом, Драфт НБА 2016 года стал вторым в истории НБА, когда два китайца были выбраны на драфте (первый раз это случилось на драфте 2007 года, когда были выбраны И Цзяньлянь и Сунь Юэ.

## Международная карьера
На профессиональном уровне Чжоу дебютировал за национальную сборную Китая на летних Азиатских играх 2014 года в Инчхоне, Республика Корея. В 2015 году принял участие в домашнем чемпионате Азии, который проходил в Чанша. Чжоу стал частью национальной сборной, лидировал в команде, которая одержала победу над корейской сборной со счётом 76-73. В матче игрок набрал 21 очко и совершил 8 подборов. В матче с командой Филиппин Чжоу оформил дабл-дабл (16 очков и 14 подборов), а сборная одержала три победы в группе. По итогам розыгрыша Мужская сборная Китая по баскетболу стала чемпионом, а Чжоу стал лучшим блокирующим турнира (2 блок-шота за матч). Также игрок попал в сборную всех звёзд турнира и был признан лучшим на своей позиции. Чжоу был приглашен в сборную для участия в Олимпийском турнире 2016 года.

## Проблемы с определением возраста
В 2016 году появились вопросы, связанные с реальным возрастом игрока. Сам Чжоу заявлял, что в январе 2016 года ему исполнилось 20 лет. Однако, по другим источникам, на момент драфта Чжоу уже было 22 года, так как именно с этого возраста Китайская баскетбольная ассоциация разрешает игрокам отъезд в НБА для участия в драфте. Так в драфтах принимали участие Ван Чжичжи, Яо Мин, И Цзяньлянь и его соотечественник и участник Драфта 2016 года Ван Чжэлинь. Более того, некоторые заявляли, что игроку в действительности 24 или 25 лет. Бывший игрок НБА и китайской лиги Бобби Браун отмечал, что его переводчик сказал, что игроку 24 или 25, хотя может быть в действительности ему и 20.

## Статистика

### Статистика в НБА
| Сезон                                                                                    | Команда | Регулярный сезон | Регулярный сезон | Регулярный сезон | Регулярный сезон | Регулярный сезон | Регулярный сезон | Регулярный сезон | Регулярный сезон | Регулярный сезон | Регулярный сезон | Регулярный сезон | Серия плей-офф | Серия плей-офф | Серия плей-офф | Серия плей-офф | Серия плей-офф | Серия плей-офф | Серия плей-офф | Серия плей-офф | Серия плей-офф | Серия плей-офф | Серия плей-офф |
| Сезон                                                                                    | Команда | GP               | GS               | MPG              | FG%              | 3P%              | FT%              | RPG              | APG              | SPG              | BPG              | PPG              | GP             | GS             | MPG            | FG%            | 3P%            | FT%            | RPG            | APG            | SPG            | BPG            | PPG            |
| ---------------------------------------------------------------------------------------- | ------- | ---------------- | ---------------- | ---------------- | ---------------- | ---------------- | ---------------- | ---------------- | ---------------- | ---------------- | ---------------- | ---------------- | -------------- | -------------- | -------------- | -------------- | -------------- | -------------- | -------------- | -------------- | -------------- | -------------- | -------------- |
| 2017/18                                                                                  | Хьюстон | 18               | 0                | 6,9              | 18,8             | 10,5             | 66,7             | 1,2              | 0,1              | 0,1              | 0,8              | 1,2              | 3              | 0              | 1,9            | 100,0          | 0,0            | 0,0            | 0,3            | 0,0            | 0,0            | 0,0            | 0,7            |
| 2018/19                                                                                  | Хьюстон | 1                | 0                | 0,9              | 100,0            | 0,0              | 0,0              | 0,0              | 0,0              | 0,0              | 0,0              | 2,0              | Не участвовал  | Не участвовал  | Не участвовал  | Не участвовал  | Не участвовал  | Не участвовал  | Не участвовал  | Не участвовал  | Не участвовал  | Не участвовал  | Не участвовал  |
|                                                                                          | Всего   | 19               | 0                | 6,6              | 21,2             | 10,5             | 66,7             | 1,2              | 0,1              | 0,1              | 0,7              | 1,3              | 3              | 0              | 1,9            | 100,0          | 0,0            | 0,0            | 0,3            | 0,0            | 0,0            | 0,0            | 0,7            |
| Наведите курсор мыши на аббревиатуры в заголовке таблицы, чтобы прочесть их расшифровку. |         |                  |                  |                  |                  |                  |                  |                  |                  |                  |                  |                  |                |                |                |                |                |                |                |                |                |                |                |

### Статистика в Джи-Лиге
| Сезон                                                                                    | Команда                   | Регулярный сезон | Регулярный сезон | Регулярный сезон | Регулярный сезон | Регулярный сезон | Регулярный сезон | Регулярный сезон | Регулярный сезон | Регулярный сезон | Регулярный сезон | Регулярный сезон | Серия плей-офф | Серия плей-офф | Серия плей-офф | Серия плей-офф | Серия плей-офф | Серия плей-офф | Серия плей-офф | Серия плей-офф | Серия плей-офф | Серия плей-офф | Серия плей-офф |
| Сезон                                                                                    | Команда                   | GP               | GS               | MPG              | FG%              | 3P%              | FT%              | RPG              | APG              | SPG              | BPG              | PPG              | GP             | GS             | MPG            | FG%            | 3P%            | FT%            | RPG            | APG            | SPG            | BPG            | PPG            |
| ---------------------------------------------------------------------------------------- | ------------------------- | ---------------- | ---------------- | ---------------- | ---------------- | ---------------- | ---------------- | ---------------- | ---------------- | ---------------- | ---------------- | ---------------- | -------------- | -------------- | -------------- | -------------- | -------------- | -------------- | -------------- | -------------- | -------------- | -------------- | -------------- |
| 2017/18                                                                                  | Рио-Гранде Вэллей Вайперс | 24               | 19               | 25,9             | 51,0             | 33,3             | 56,4             | 6,3              | 1,1              | 0,6              | 2,3              | 11,0             | 2              | 2              | 22,0           | 30,0           | 42,9           | 75,0           | 6,0            | 0,0            | 1,0            | 3,0            | 6,0            |
| 2018/19                                                                                  | Рио-Гранде Вэллей Вайперс | 7                | 7                | 27,9             | 52,5             | 36,7             | 36,4             | 9,4              | 2,3              | 0,6              | 2,1              | 11,9             | Не участвовал  | Не участвовал  | Не участвовал  | Не участвовал  | Не участвовал  | Не участвовал  | Не участвовал  | Не участвовал  | Не участвовал  | Не участвовал  | Не участвовал  |
|                                                                                          | Всего                     | 31               | 26               | 26,3             | 51,3             | 34,2             | 50,6             | 7,0              | 1,4              | 0,6              | 2,3              | 11,2             | 2              | 2              | 22,0           | 30,0           | 42,9           | 75,0           | 6,0            | 0,0            | 1,0            | 3,0            | 6,0            |
| Наведите курсор мыши на аббревиатуры в заголовке таблицы, чтобы прочесть их расшифровку. |                           |                  |                  |                  |                  |                  |                  |                  |                  |                  |                  |                  |                |                |                |                |                |                |                |                |                |                |                |

### Статистика в других лигах
| Сезон                                                                                   | Команда                 | Лига  | GP  | GS  | MPG  | FG%  | 3P%  | FT%  | RPG  | APG | SPG | BPG | PPG  |  |
| 2014/15                                                                                 | Синьцзян Флаинг Тайгерс | КБА   | 31  | 20  | 29,1 | 69,6 | 10,0 | 74,0 | 7,0  | 0,7 | 0,8 | 3,3 | 14,1 |  |
| 2015/16                                                                                 | Синьцзян Флаинг Тайгерс | КБА   | 42  | 40  | 34,2 | 60,3 | 60,0 | 75,8 | 9,8  | 1,5 | 1,1 | 3,2 | 15,8 |  |
| 2016/17                                                                                 | Синьцзян Флаинг Тайгерс | КБА   | 44  | 41  | 32,8 | 55,8 | 36,4 | 71,7 | 10,0 | 1,2 | 1,0 | 2,3 | 16,0 |  |
| 2019/20                                                                                 | Синьцзян Флаинг Тайгерс | КБА   | 44  | 44  | 33,1 | 53,4 | 31,1 | 69,4 | 13,1 | 2,0 | 1,2 | 2,2 | 22,0 |  |
|                                                                                         |                         | Всего | 161 | 145 | 32,6 | 57,8 | 33,1 | 72,5 | 10,2 | 1,4 | 1,1 | 2,7 | 17,2 |  |
| Наведите курсор мыши на аббревиатуры в заголовке таблицы, чтобы прочесть их расшифровку |                         |       |     |     |      |      |      |      |      |     |     |     |      |  |